# Моро, Давиде
Давиде Моро (итал. Davide Moro; родился 2 января 1982 года, Таранто, Италия) — итальянский футболист, полузащитник, наиболее известный по выступлениям за клуб «Эмполи».

## Карьера
Давиде — воспитанник клуба «Эмполи». За родной клуб в Серии А он дебютировал в 2002 году, но в этом же сезоне был отдан в аренду «Санджованнезе», где он сыграл тридцать один матч и забил один мяч. Следующий сезон Давиде тоже провёл в аренде, в клубе «Варезе», где также отыграл тридцать одну встречу. Затем игрока стали подпускать к основному составу «Эмполи», и постепенно он превратился в лидера команды. Давиде помог клубу удержаться в Серии А на протяжении нескольких сезонов. После вылета «Эмполи» он не покинул клуб, а остался, чтобы помочь родной команде вернуться в класс сильнейших. В сезоне 2009/10 Моро всё-таки вернулся в Серию А, правда, в составе «Ливорно», куда он перешёл на правах аренды. В том сезоне «Ливорно» покинул высшую лигу, а Давиде вернулся в родной «Эмполи», за который выступал 5 лет.
14 января 2015 года Моро перешёл в «Салернитану».

## Достижения
- Победитель Серии Б (1): 2004/05